# Adrien Latorre
Pour les articles homonymes, voir Latorre.
Pas d'image ? Cliquez ici

a Compétitions nationales et continentales officielles uniquement.

Dernière mise à jour le 15 avril 2022.
Adrien Latorre, né le 4 août 1990 à Pau, est un joueur français de rugby à XV. Il évolue au poste de demi d'ouverture à l'Étoile sportive arudyenne.

## Biographie
Adrien Latorre est formé à l'Étoile sportive arudyenne, tout comme Yohan Beheregaray, Julien Dumora et Franck Pourteau,.
Il est champion de France Espoirs en 2012 avec le RC Narbonne Méditerranée. Il a également été en sélection Aquitaine étant jeune.
En 2014, il s'engage avec le RC Massy.
En 2015, il s'engage avec l'US Carcassonne,,,.
En 2017, il s'engage avec le FC Grenoble.
En 2019, il signe avec l'AS Béziers pour les deux prochaines saisons,,,. 
En 2023, Adrien Latorre revient dans son club formateur de l'ES Arudy, évoluant en Régional 1.